# Maria-Königin-Kirche
Maria-Königin-Kirche, St. Maria Regina, auch Krönung-Mariens-Kirche oder -kapelle ist die Bezeichnung von Kirchengebäuden, die der Gottesmutter unter ihrer Anrufung als Königin des Himmels geweiht sind. Patrozinium ist meist das Fest Maria Königin am 22. August (gebotener Gedenktag in der römisch-katholischen Kirche).

## Erweiterte Anrufungen
Die Verehrung Mariens als Königin des Himmels entwickelte sich im Laufe der Neuzeit und ist seit 1954 (Enzyklika Ad Caeli Reginam) gesamtkirchlich. Zu den Anrufungen gehören verschiedene Erweiterungen, die sich zum großen Teil in der Lauretanischen Litanei finden, etwa:
- Königin aller Heiligen (Regina sanctorum)
- Königin der Apostel (Regina apostolorum)
- Königin der Engel (Regina angelorum) → Maria-von-den-Engeln-Kirche
- Königin des Friedens (Regina Pacis) → Maria-Frieden-Kirche
- Königin des Himmels (Regina caeli)
- Königin der Märtyrer (Regina martyrum)
- Königin der Welt (Regina mundi), 31. Mai
- Königin vom heiligen Rosenkranz (Regina Sacratissimi Rosarii), 7. Oktober (Rosenkranzfest) → Rosenkranzkirche
siehe Marientitel: Königin als Übersicht

Die folgende Liste ist dahingehend wenig genau.

## Liste von Maria-Königin-Kirchen
Listen-Legende
♦ … Titelkirchen Roms, Kathedralkirchen (Bischofskirchen) und Basiliken

### Deutschland
Orte A–Z
- Bad Lauchstädt: Maria Königin
- Bad Mergentheim, Stadtteil Stuppach: Pfarrkirche Mariä Krönung
- Bad Schwartau: Maria Königin
- Baldham: Maria Königin
- Bergisch Gladbach, Stadtteil Frankenforst: St. Maria Königin
- Berlin
  - Stadtteil Charlottenburg-Nord: Gedächtniskirche Maria Regina Martyrum
  - Bezirk Mitte: Maria Regina (Berlin-Gesundbrunnen)
- Bielefeld, Stadtteil Baumheide: Maria Königin
- Bodenwerder: Pfarrkirche Maria Königin
- Burghausen, Gemeindeteil Marienberg: Mariä Königin des Rosenkranzes
- Coppenbrügge: Maria Königin der Apostel
- Demmin: Maria Rosenkranzkönigin
- Dörsdorf: Maria Königin
- Düsseldorf: St. Maria Königin
- Erzhausen: Maria Königin
- Fellbach: Maria Regina
- Frechen: St. Maria Königin
- Garbsen, Stadtteil Berenbostel: St. Maria Regina[2]
- Gelnhausen, Stadtteil Meerholz: Mariä Königin
- Großrinderfeld, Ortsteil Gerchsheim: Mariä Königin des Friedens
- Gütersloh, Stadtteil Isselhorst: Maria Königin
- Heusweiler, Ortsteil Obersalbach: Filialkirche Maria Königin
- Hitzacker: St. Mariä Königin
- Iserlohn, Stadtteil Lasbeck: Maria Königin
- Kerpen, Stadtteil Sindorf: St. Maria Königin
- Köln: St. Maria Königin
- Königsfeld, Gemeindeteil Laibarös: Maria Königin des Friedens
- Lautenbach (Ortenaukreis): Wallfahrtskirche Mariä Krönung
- Lenggries, Ortsteil Fall: Maria Königin
- Leutershausen (Landkreis Ansbach): Maria Königin des Friedens
- Leverkusen, Stadtteil Quettingen: Maria Rosenkranzkönigin
- Lingen (Ems): Maria Königin
- Ludwigshafen: Maria Königin
- Lüdenscheid: Maria Königin
- Mannheim-Neuhermsheim: Maria-Königin-Kirche
- München
  - Stadtteil Pasing: Maria Rosenkranzkönigin
  - Stadtteil Obergiesing: Maria, Königin des Friedens
  - Stadtteil Fasangarten: Maria, Königin der Märtyrer
- Nienhagen: St. Marien
- Neuwied: Maria Königin
- Obernbreit: St. Maria Königin
- Oberried (Breisgau): Mariä Krönung (Oberried)
- Osnabrück, Stadtteil Sutthausen: Maria Königin des Friedens
- Ostheim vor der Rhön: Kuratie Maria Königin
- Roßtal, Gemeindeteil Clarsbach: Mariä Königin
- Rottenburg am Neckar: Krönungskirche
- Saarbrücken: Maria Königin
- Saarwellingen, Ortsteil Obersalbach: Filialkirche Maria Königin
- Sankt Augustin: St. Maria Königin
- Schwäbisch Gmünd, Stadtteil Rehnenhof: Maria Königin
- Seesen: Maria Königin
- Südliches Anhalt, Ortsteil Quellendorf: Maria Regina (Quellendorf) (profaniert)
- Tarmstedt: Maria Königin
- Todtnau: Maria Königin
- Troisdorf: St. Maria Königin (Troisdorf)
- Tuttlingen: Maria Königin
- Weil der Stadt, Ortsteil Merklingen[3]
- Wenden, Ortsteil Römershagen: Maria regina coeli
- Wittingen: Maria Königin

### Italien
Orte A–Z; einschließlich Santuari (Heilige Orte, gekennzeichnet):
- Cappella di Santa Maria Regina Coeli a Castelmezzano, Potenza, Basilikata
- ♦ Santuario della Madonna della Ceriola (Santuario ceriola di Montisola), Monte Isola, Brescia, Lombardei[4]
- ♦ Basilica di Santa Maria Regina degli Apostoli alla Montagnola, Rom, Latium
- ♦ Santa Maria Regina degli Apostoli, Rom, Latium – Titelkirche
- Chiesa di Santa Maria Regina Apostolorum a Roma-Della Vittoria, Latium, Toskana[it 1]
- Chiesa di Santa Maria Regina dei Cuori, Roma-Ludovisi (Rione)[it 2]
- ♦ Chiesa di Santa Maria Regina Mundi a Torre Spaccata, Roma-Don Bosco, Latium – Titelkirche
- Chiesa di Santa Maria Donnaregina Nuova a Napoli (Neapel), Kampanien[it 3]
- Chiesa di Santa Maria Donnaregina (Vecchia) a Napoli, Kampanien[it 4]
- Chiesa di Santa Maria Regina Coeli a Napoli[it 5]
- ♦ Santuario di Santa Maria Regina di Anglona, Tursi, Matera, Basilikata[it 6]

### Kanada
- Marie-Reine-du-Monde de Montréal

### Luxemburg
- Marie-Reine du Monde (Lallingen)

### Mexiko
- Templo de Regina Coeli, Mexiko-Stadt[5]

### Österreich
Burgenland
- Pfarrkirche Marz
- Kapelle Maria Königin Lutzmannsburg[6]

Kärnten
- Pfarrkirche Augsdorf

Niederösterreich
- Pfarrkirche Bullendorf
- Pfarrkirche Persenbeug
- Pfarrkirche Maria Königin Steinbach bei Mauerbach (auch: Maria Rast)[7]
- Filialkirche Maria Königin Perchtoldsdorf
- Ortskapelle Wegscheid am Kamp

Oberösterreich
- Wallfahrtskirche Allerheiligen im Mühlkreis
- Pfarrkirche Braunau-Höft

Steiermark
- Ortskapelle Grabenwarth
- Pfarrkirche Maria Königin Kapfenberg-Schirmitzbühel
- Pfarrkirche Pölfing-Brunn

Wien
- Pfarrkirche Maria Königin der Märtyrer, Wien-Rudolfsheim (XV. Rudolfsheim-Fünfhaus)[8]
- Kapelle Königin der Apostel der Missionsschwestern Königin der Apostel, Wien-Neuwaldegg (XVII. Hernals)
- Pfarrkirche Maria Königin, Wien-Strebersdorf (XXI. Floridsdorf)

### Polen
- Garnisonskirche, Gniezno
- Kościół Matki Bożej Królowej Polski, Głuszyca
- Kościół Matki Bożej Królowej Świata, Kisielice
- Kościół pw. Najświętszej Maryi Panny Królowej, Kwiatoń (ehemalige cerkiew św. Paraskewy; UNESCO-Welterbe)

### Portugal
- ♦ Catedral de Nossa Senhora Rainha, Bragança
- ♦ Basílica de Nossa Senhora dos Mártires, Lissabon

### Rumänien
- ♦ Kathedrale St. Maria Königin (Iași)

### Schweiz
- Marienkapelle (Brienz)
- Maria Krönung (Gossau ZH)
- Maria Königin (Langenthal)
- St. Maria Königin (Sitterdorf)
- Maria Krönung (Zürich-Witikon)

### Vereinigte Staaten
- ♦ Kathedrale Maria Königin (Baltimore)
- ♦ Basilika Königin aller Heiligen, Chicago

### Vereinigtes Königreich
- ♦ Römisch-katholische Kathedrale von Gibraltar (St. Mary the Crowned; Mariä Krönung; span. Santa María la Coronada)

## Afrika
- ♦ Basilika Maria Königin der Apostel, Yaounde, Kamerun
- ♦ Kathedrale Regina Mundi in Bujumbura, Burundi

## Asien
- ♦ Kathedrale der Königin des Friedens, syrisch-katholische Kathedrale von Ankawa
- ♦ Kirche der Königin des Universums, armenisch-katholische Kathedrale von Damaskus